# André Merlin
André Merlin (Brazzaville, 15 novembre 1911 – Parigi, 5 settembre 1960) è stato un tennista francese.

## Biografia
Il padre era Martial Merlin, amministratore coloniale francese che alla nascita di André era governatore generale dell'Africa Equatoriale Francese. Passò parte dell'infanzia in Indocina francese a seguito del padre che ne era stato nominato governatore.
Nel 1934 rimase coinvolto in un incidente motociclistico che lo tenne lontano dai campi da tennis per tre mesi, l'anno successivò rischiò il decesso a seguito di un'overdose da veronal che gli era stato prescritto a seguito dell'incidente.

## Carriera
Si fece notare nel 1931 quando raggiunse la finale degli interazionali d'Italia (all'epoca giocati a Milano) insieme a Henri Cochet ma ne uscirono sconfitti dalla coppia italo-britannica formata da Alberto Del Bono e Pat Hughes, l'anno successivo sempre a Milano raggiunse la finale sia nel singolare che nel doppio maschile conquistando il primo titolo battendo in quattro set Pat Hughes. Ottenne il successo ancora ventenne e stabilì il record di più giovane vincitore degli Internazionali d'Italia, migliorato nel 1974 da Björn Borg.
Nei tornei dello Slam raggiunse i quarti di finale in singolare al Roland Garros 1936 mentre nel doppio avanzò fino alle semifinali sia di Wimbledon 1932 che al Roland Garros 1933.
Venne convocato con la Francia in Coppa Davis dal 1933 al 1935 ottenendo sei successi sui dieci incontri disputati.